# SN 1885A
SN 1885A, ou SN 1885, est une supernova qui s'est produite dans la galaxie d'Andromède dont l'explosion a été observée sur Terre en 1885. Il s'agissait de la première supernova observée depuis l'invention du télescope.

## Observation
La supernova a été vue pour la première fois par Ludovic Gully à l'observatoire de Rouen le 17 août 1885. Elle a été découverte le 20 août 1885 par Ernst Hartwig depuis l'observatoire de Dorpat (Estonie). Son éclat a dépassé la magnitude de 6, la rendant ainsi visible à l'œil nu entre le 17 et le 20 août. Plusieurs autres observateurs ont observé le phénomène à ce moment-là, mais il semble que seul Hartwig ait réalisé son importance potentielle,. La courbe de lumière et la spectroscopie de la supernova (appelée nova dans la littérature de l'époque) ont été réalisées par de très nombreux auteurs,,,,.
Il s'agissait de la première supernova observée depuis l'invention du télescope au début du XVIIe siècle ; on sait cependant qu'une autre supernova, Cassiopeia A, s'est très probablement produite dans notre Galaxie durant la seconde moitié du XVIIe siècle, mais pour des raisons mal connues, son explosion ne semble pas avoir été visible à l'œil nu.
À l'époque de la découverte, le fait que la galaxie d'Andromède soit ou non un objet extérieur à la Voie lactée était sujet à débat. Il avait cependant déjà été noté que c'était la première fois qu'une nova, comme on l'appelait alors, était observée dans une nébuleuse, nom alors donné aux galaxies. En tout état de cause, il s'agit toujours à l'heure actuelle (2007) de la seule supernova dont l'explosion a été observée dans la galaxie d'Andromède.
Le rémanent de la supernova a été découvert en 1989 par Robert A. Fesen et ses collaborateurs à l'aide du télescope Mayall de 4m de l'observatoire de Kitt Peak (Arizona, États-Unis). Ces observations ont permis d'établir qu'il s'agissait d'une supernova de type Ia peu lumineuse.

## Dénominations
SN 1885A est également appelée S Andromedae ou S And, selon le système de désignation des étoiles variables. Elle porte également les désignations HR 182, BD+40°147a et And V0894.